# Juan de Mena
Juan de Mena (1411–1456) byl španělský básník.

## Život
Vystudoval v Salamance a v Římě, pracoval na dvoře kastilského krále Jana II. jako jeho latinský sekretář (tj. vyřizoval latinsky psanou dvorskou agendu, tato funkce byla na středověkých dvorech v době všeobecného rozšíření latiny velmi obvyklá). Jeho básně byly ve své době velmi ceněné pro svou učenost, někdy až příliš květnatý styl a bohatou obraznost, často jsou to nápodoby italských vzorů, zejména Danta. Mena uvedl do španělštiny celou řadu slov a také literárních prvků převážně z italštiny a italské literatury, čímž významně ovlivnil španělskou renesanční literaturu. Mimo drobnějších příležitostných skladeb, často satirického nebo naopak oslavného charakteru jsou hlavní součástí filosofické a teologické alegorie podle dantovských vzorů (někdy také přímo čerpají z Dantových motivů a témat) Sloky o sedmi smrtelných hříších (Coplas de los siete pecados capitales) a Labyrint (Labirinto).